# Pintín
Pintín en galicien (nom officiel) est une des cinq localités de la parroquia de Santo Estevo de Calvor dans le municipio de Sarria, comarque de Sarria, province de Lugo, communauté autonome de Galice, au nord-ouest de l'Espagne.
Cette localité est une halte d'une variante pédestre du Camino francés du Pèlerinage de Saint-Jacques-de-Compostelle, entre Triacastela et Sarria.

## Patrimoine et culture

### Pèlerinage de Compostelle
Par une variante pédestre du Camino francés du Pèlerinage de Saint-Jacques-de-Compostelle, le chemin vient de Furela dans le municipio de Samos.
La prochaine localité traversée est Calvor, dans le municipio suivant de Sarria.

## Sources et références
- (fr) Grégoire, J.-Y. & Laborde-Balen, L. , « Le Chemin de Saint-Jacques en Espagne - De Saint-Jean-Pied-de-Port à Compostelle - Guide pratique du pèlerin », Rando Éditions, mars 2006,  (ISBN 2-84182-224-9)
- (fr)« Camino de Santiago  St-Jean-Pied-de-Port - Santiago de Compostela », Michelin et Cie, Manufacture Française des Pneumatiques Michelin, Paris, 2009,  (ISBN 978-2-06-714805-5)
- (fr)« Le Chemin de Saint-Jacques Carte Routière », Junta de Castilla y León, Editorial